# Менелай (цар Саламіну)
Менелай (*Μενέλαος, д/н — після 283 до н. е.) — цар Саламіну в 310—306 роках до н. е. Перший очільник культу Олександра Македонського в Александрії Єгипетській.

## Життєпис
Син знатного македонянина Лага та Арсиної, єдинокровний брат майбутнього єгипетського царя Птолемея I. Спільно з останнім брав участь у перському поході Олександра Македонського, після смерті якого стає учасником війн діадохів. 315 року до н.е. з військом висадився на Кіпрі, де допоміг саламінському царю  Нікокреону подолати підбурюваних Антигоном Однооким інших кіпрських царів. Залишився на Кіпрі як командуючий силами свого брата.
Згодом ймовірно забажав самому правити Кіпром, тому повідомив Птолемею I про начебто змову Нікокреона з Антигоном Однооким. Цар Єгипту наказав схопити царя Саламіна, але той наклав на себе руки. Менелай став новим царем Саламіну, тоді як всім Кіпром керував як стратег єгипетського володаря. Невдовзі підкорив місто-державу Пафос, що останньою пручалася.
У 306 році до н. е. з потужним військом до острова прибув Деметрій Поліоркет, син Антигона Одноокого. Менелай не наважився йому протидіяти при висадці, але виступив проти військ Деметрія на суходолі, де зазнав поразки. Обложений у Саламіні, чинив впертий спротив Деметрію. Птолемей I прибув братові на допомогу з флотом і військом. У запеклій морській битві біля Саламіну Деметрій здобув блискучу перемогу. Невдовзі Менелай вимушений був здатися та був відпущений переможцем до Єгипта.
В Олександрії стає жерцем і першим очільником культу Олександра Македонського. Остання згадка припадає на 283 рік до н.е. Подальша доля невідома.